# Charles-François-César Le Tellier de Montmirail
Charles-François-César Le Tellier, marquis de Montmirail est un militaire français, membre de l'Académie royale des sciences, né à Paris le 11 septembre 1734, et mort dans la même ville le 13 décembre 1764.

## Biographie
Charles-François-César Le Tellier est le fils de François-César Le Tellier de Courtanvaux . Il a d'abord porté le titre de marquis de Crusy. Il a pris le titre de marquis de Montmirail que portait son père avant que ce dernier prenne le titre de marquis de Courtanvaux après la mort de son aïeul.
Il a fait ses premières études au collège des Jésuites Louis-le-Grand, à Paris. Il y a montré d'heureuses dispositions et du goût pour l'étude. Il se plaisait à étudier la physique, l'histoire naturelle. Après l'étude des humanités, il a étudié la philosophie et suivi l'enseignement du Père de Merville, professeur de mathématiques au collège des Jésuites. 
Cependant ses origines l'obligeaient à entrer dans la carrière des armes. À la sortie de ses études, âgé de 17 ans, il est entré dans la première compagnie des Mousquetaires. Il profitait de ses temps libres pour étudier toutes les parties nécessaires pour un officier qui veut se distinguer.
Après avoir servi pendant trois ans dans la compagnie des Mousquetaires, le roi a accepté qu'il reçoive la charge de capitaine-colonel des Cent-Suisses de la Garde dont son père s'est démis en sa faveur. Il y a été reçu le 28 novembre 1754 et a reçu le lendemain une commission de colonel d'infanterie qui lui permettait de servir dans l'armée quand la Compagnie des Cent-Suisses, qui ne quittent jamais la personne du roi, ne servait pas à l'armée.
En 1757, son oncle, le maréchal d'Estrées, ayant rejoint l'armée, il est appelé pour être son aide-de-camp. Il participe à la bataille de Hastenbeck. En récompense de ses talents, le roi lui a accordé en août 1758 le brevet de mestre de camp du régiment Royal-Roussillon cavalerie. Ce régiment ayant été durement éprouvé à la bataille de Krefeld, il avait été ramené en France pour le rétablir. Il va se consacrer à cette tâche d'autant que son oncle avait pris sa retraite. Cependant le maréchal d'Estrées a pris le commandement général de l'armée française en 1761, permettant à son  neveu de retourner aux activités militaires. Il a participé à un grand nombre d'actions commandées par son oncle.
Ses services ont été récompensés par le roi qui l'a honoré d'un brevet de brigadier des armées le 25 juillet 1762, à l'âge de 28 ans. Il a reçu la croix de chevalier de Saint-Louis à la fin de l'année.
Le traité de Paris met fin à la guerre de Sept Ans. La fin de la guerre va être suivie d'un nouvel arrangement de l'armée qui sacrifiait les intérêts d'officiers et de soldats qui ont vu les grâces et les récompenses être réduites. Il va alors s'occuper des officiers et des soldats de son régiment qui se trouvaient dans un état critique.
En 1761, il a obtenu la place d'Honoraire de  l'Académie royale des sciences vacante après le décès de Jean Moreau de Séchelles. Le roi l'a nommé vice-président de l'académie pour l'année 1762, et président en 1763.
Il a épousé le 20 juin 1763 Charlotte Bénigne Le Ragois de Bretonvilliers (1741-1824), veuve du marquis de Lanmari, fille du comte de Bretonvilliers et d'Adelaïde-Françoise de Chertemps de Seuil. De cette union sont nées deux filles, 
- Bénigne Le Tellier de Louvois (4 juin 1764 - 24 janvier 1849), mariée en 1779 à Ambroise-Polycarpe de La Rochefoucauld,
- et Louise Charlotte Françoise Le Tellier de Louvois-Courtanvaux de Montmirail de Creuzy (26 juin 1765 - 29 mai 1835), mariée en 1781 à Pierre de Montesquiou-Fezensac.

Il meurt le 13 décembre 1764 à la suite d'une maladie.

## Famille
- François Michel Le Tellier de Louvois (1641-1691) marié à Anne de Souvré (1646-1715), héritière des marquisats de Souvré, de Courtanvaux et de Messei
  - Michel François Le Tellier (1663-1721), marié en 1691 à Marie Anne d'Estrées (1663-1741), fille de Jean II d'Estrées, maréchal de France,
    - Jean François Le Tellier (1693-1719) marié en 1716 avec Anne Louise de Noailles (1695-1773), fille d'Anne-Jules de Noailles (1650-1708),
      - François-César Le Tellier (1718-1781), marquis de Courtanvaux, comte de Tonnerre, duc de Doudeauville, marié en 1732 avec Louis Antonine de Gontaut-Biron (1718-1737), fille de François-Armand de Gontaut (1689-1736), 3e duc de Biron,
        - Charles-François-César Le Tellier, marquis de Montmirail (1734-1764), marié en 1763 à Charlotte Bénigne Le Ragois de Bretonvilliers (1741-1824), fille du comte de Bretonvilliers et d'Adelaïde-Françoise de Chertemps de Seuil, 
          - Bénigne Le Tellier de Louvois (1764-1849), mariée en 1779 à Ambroise-Polycarpe de La Rochefoucauld,
          - Louise Charlotte Françoise Le Tellier (1765-1835), mariée en 1781 à Pierre de Montesquiou-Fezensac,

        - Félicité Louise Le Tellier ( -1768) mariée en 1699 avec Louis-Alexandre-Céleste d'Aumont (1736-1814), duc d'Aumont (Isle) et de Villequier,
          - Louis-Marie-Céleste d'Aumont (1762-1831), duc d'Aumont, de Villequier et de Piennes,

    - Louis Charles César Le Tellier (1695-1771), marquis de Courtanvaux, puis comte devenu duc d'Estrées, maréchal de France, marié en premières noces en 1739 avec Catherine de Champagne (1714-1742), et en secondes noces en 1744 avec Adélaïde Félicité Brulart de Sillery (1725-1786),

  - Madeleine-Charlotte Le Tellier de Louvois (1664-1735) mariée en 1679 avec François VIII de La Rochefoucauld (1663-1728),
    - François IX de La Rochefoucauld (1681-1699),
    - Charles-Maurice de La Rochefoucauld (1684-1694),
    - Michel-Camille de La Rochefoucauld (1686-1712),
    - Roger de La Rochefoucauld (1687-1717),
    - Guy de La Rochefoucauld (1688-1698),
    - Alexandre de La Rochefoucauld (1690-1762), 5e duc de La Rochefoucauld,
      - Marie-Louise-Nicole de La Rochefoucauld (1716-1797), duchesse d'Anville, mariée en 1732 avec Jean-Baptiste de La Rochefoucauld de Roye (1707-1746), fils de Louis de La Rochefoucauld (1672-1751), marquis de Roye et de La Ferté-sous-Jouarre, et de Marthe Ducasse,
        - Louis-Alexandre de La Rochefoucauld (1743-1792), duc d'Anville, 6e duc de La Rochefoucauld,

    - Aimery de La Rochefoucauld (1691-1699),
    - Guy de La Rochefoucauld (1698-1731),
    - Madeleine-Françoise de La Rochefoucauld (1689-1717),
    - Émilie de La Rochefoucauld (1700-1753) mariée à Charles-Emmanuel de Crussol, duc d'Uzès,

  - Louis Nicolas Le Tellier (1665-1725), marquis de Souvré, marié en 1698 avec Catherine Charlotte de Pas de Feuquières (1672-1739),
    - François Louis Le Tellier (1704-1767), marquis de Souvré,
    - Charlotte Félicité Le Tellier (1708-1783),

  - Louis-François-Marie Le Tellier (1668-1701), marquis de Barbezieux, marié en premières noces, en 1691, avec Catherine de Crussol d'Uzès (1674-1694), et en secondes noces, en 1696, avec Marie Thérèse d'Alègre,
    - Anne Marie Éléonore Le Tellier, de son premier mariage,
    - Marie Madeleine Le Tellier (1698-1735), de son second mariage,
    - Louise-Françoise-Angélique Le Tellier ( -1719), de son second mariage,

  - Camille Le Tellier (1675-1718), abbé de Bourgueil, membre de l'Académie française et de l'Académie royale des sciences,
  - Marguerite Le Tellier (1678-1711) mariée en 1694 avec Louis Nicolas de Neufville (1663-1734), duc de Villeroy.
    - Louis François Anne de Neufville de Villeroy (1695-1766),
    - François Camille de Neufville de Villeroy (†1732), marquis puis duc d'Alincourt en 1739,
    - Marguerite Louise Sophie de Neufville de Villeroy (1698-1716) mariée en 1716 avec François d'Harcourt (1689-1750), maréchal de France,
    - Madeleine Angélique de Neufville de Villeroy (1707-1787) mariée en 1721 avec Joseph Marie de Boufflers (1706-1747), duc de Boufflers.

## Distinction
- Chevalier de Saint-Louis